# Owca wielkopolska
Owca wielkopolska – jedna z ras owcy domowej, hodowana w Polsce.
Polska syntetyczna rasa owiec nizinnych wyhodowana w latach 1948-1976 pod kierunkiem prof. Zdzisława Śliwy. Tworzenie rasy zaczęto od połączenia ras biała świniarka, owca leszczyńska, merynos polski, do uszlachetnienia rasy użyto tryków rasy kent. Owce wielkopolskie przydatne są do uniwersalnego użytkowania mięsno - wełnistego. Dorosłe osobniki dają rocznie ok. 4,7 kg wełny. Nie posiada rogów. Tryki ważą około 115 kg, a maciorki 70 kg. W okresie intensywnego rozwoju owczarstwa w Wielkopolsce, owce tej rasy stanowiły drugą pod względem liczebności  populację w Polsce. Za szczyt liczebności owiec tej rasy, uznaje się rok 1986, gdzie liczebność wynosiła 4.991 tys. sztuk. Za wyhodowanie owcy wielkopolskiej zespół prof. Z. Śliwa, doc. E. Kozal i dr A. Gut otrzymał Nagrodę Państwową drugiego stopnia.  Największe i najstarsze stado zarodowe znajduje się w miejscowości Brody, w Doświadczalnym Gospodarstwie Rolnym Uniwersytetu Przyrodniczego w Poznaniu. Osiem stad jest objętych programem ochrony zasobów genetycznych zwierząt gospodarskich. Według przepisów Unii Europejskiej, jest uznana za zagrożoną wyginięciem.